# U Arae
U Arae är en pulserande variabel av Mira Ceti-typ i stjärnbilden Altaret. 
Stjärnan varierar mellan visuell magnitud +7,7 och 14,1 med en period av 224,6 dygn.